# 挪威人
今天有近460萬挪威人（挪威语：nordmenn）生活在挪威。挪威人是斯堪的那維亞族群的一支。以挪威語為母語。如同許多歐洲小國一樣，挪威人遍布全世界。目前有超過10萬名挪威公民長期居住在海外，主要居住於美國、英國和其他斯堪的那維亞國家。目前大約有450萬美國人擁有挪威血統。